# Tobe
Tobe (砥部町, Tobe-chō) est un bourg du district d'Iyo, situé dans la préfecture d'Ehime, au Japon.

## Géographie

### Démographie
Au 1er juillet 2014, la population de Tobe s'élevait à 21 434 habitants répartis sur une superficie de 101,57 km2.